# New Madrid Township
New Madrid Township est un ancien township, situé dans le comté de New Madrid, dans le Missouri, aux États-Unis,.
Le township est baptisé en référence à la ville de New Madrid.

### Source de la traduction
- (en) Cet article est partiellement ou en totalité issu de l’article de Wikipédia en anglais intitulé « New Madrid Township, New Madrid County, Missouri » (voir la liste des auteurs).